# Beautempsia
Beautempsia, monotipski biljni rod u porodici kaparovki, dio je tribusa Cappareae. Jedina vrsta je Beautempsia avicenniifolia, to je grm ili drvo porijeklom iz Ekvadora i Perua.
Rod je opisan u Voy. Bonite, Bot. 4: 38 (1866).

## Sinonimi
- Capparis avicenniifolia Kunth; Nov. Gen. & Sp. 5: 94 (1821 publ. 1822)
- Capparis ovalifolia Ruiz & Pav.; Fl. Peruv. t. 432 ex DC. Prod. 1: 253 (1824), et ex Lopez, An. Inst. Bot. A. J. Cavan. 16: 384 (1958), descr.
- Colicodendron avicenniifolium (Kunth) Seem.; Bot. Voy. Herald: 78 (1852)